# John Shore, 1. Baron Teignmouth

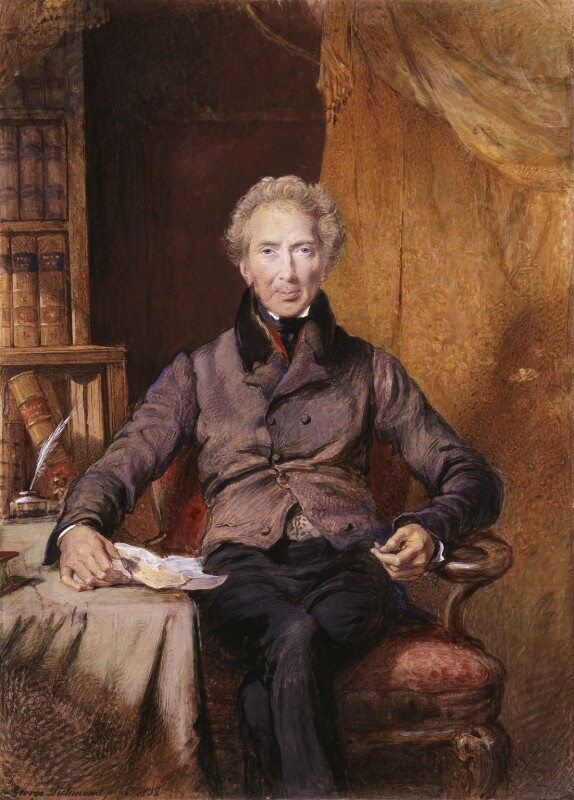
John Shore, 1. Baron Teignmouth

John Shore, 1. Baron Teignmouth (* 5. September 1751; † 14. Februar 1834) war ein britischer Politiker und von 1793 bis 1798 Generalgouverneur von Fort William in Indien.

## Leben
Shore besuchte die Harrow School. 1769 wurde er Beamter in Britisch-Indien. In den Jahren von 1787 bis 1789 war er Mitglied im Supreme Council. Er wurde 1793 Nachfolger von Charles Cornwallis, 1. Marquess Cornwallis, als Generalgouverneur von Fort William. Shore hatte den Posten bis 1798 inne. Während seiner Amtszeit griff er in der ehemaligen Provinz Oudh ein und ersetzte den Nawab Wazir Ali Shah durch Saadat Ali Khan II. Einer Meuterei unter Offizieren der indischen Armee begegnete er mit Zugeständnissen.
Im Jahr 1792 wurde er zum Baronet of Heathcote und sechs Jahre später (1798) in der Peerage of Ireland zum Baron Teignmouth erhoben. Shore war der erste Präsident der British and Foreign Bible Society.
Shore war ein Freund des Indologen William Jones und wurde nach dessen Tod im Jahr 1794 der zweite Präsident der Asiatic Society. Im Jahr 1804 veröffentlichte er Jones’ Biografie.

## Sonstiges
Der Botaniker William Roxburgh benannte nach ihm die tropische Baumgattung Shorea.